# 暮らしのデザイン
暮らしのデザイン（くらしのデザイン）は、オフィスコム株式会社が運営している日本の通信販売ウェブサイト。かつてはプラスが2018年まで運営していた。

## 概要
ソファやダイニングテーブル、デスク、チェアといった大型家具やラグなどのインテリア雑貨を自社サイトで販売している。
もともと、2002年にダイエーオーエムシー（のちのオーエムシーカード、現・セディナ）より分社化して発足。2004年にエディオンがオーエムシーカードから全株式を譲受し、同社の完全子会社となったが、2008年6月に全株式をニッセンホールディングスが取得した。その後、プラスがニッセンから事業を譲り受け、2016年4月から同社運営として新しくスタートした。
2018年12月をもって自社サイト（暮らしのデザイン）の運営を一度終了した。その後、プラス子会社のオフィスコムに商標を譲渡され、2021年3月から暮らしのデザインの名でサイトを運営・営業している。

## 沿革
- 1989年（平成元年）- アールエフシー（リッカーの子会社）が通販カタログ「Rメッセ」を発行。
- 1992年（平成4年）- リッカーへ通販事業を営業譲渡し、「Rメッセ暮らしのデザイン」を発行。
- 1994年（平成6年）9月 - ダイエーファイナンス、リッカー、朝日トラベルエージェンシーが合併し、ダイエーオーエムシー（のちのオーエムシーカード、現・セディナ）が発足。
- 2002年（平成14年）3月1日 - ダイエーオーエムシーのダイレクトマーケティング商品部を分社化し、株式会社暮らしのデザインを設立。
- 2004年（平成16年）2月 - オーエムシーカードが保有する当社全株式をエディオンに譲渡、同社の完全子会社となる。
- 2005年（平成17年）5月5日 - デオデオ・エイデン・ミドリ電化・暮らしのデザインの4社のネットショッピングサイトを一本化。エディオンダイレクト誕生[1]。
- 2008年（平成20年）
  - 5月31日 - エディオンダイレクト閉鎖[2]。
  - 6月30日 - エディオンが所有する当社株式の全てがニッセンホールディングスに譲渡され、エディオングループから離脱[3][4]。
- 2009年（平成21年）6月 - 事業をニッセンに移管[5]。
- 2015年（平成27年）
  - 12月7日 - プラスがニッセンから暮らしのデザイン事業を譲受すると発表[6]。
  - 12月31日 - ニッセンによる暮らしのデザイン事業終了[7]。
- 2016年（平成28年）
  - 4月22日 - プラスによる暮らしのデザイン・オンラインショップが楽天市場にオープン[8]。
  - 7月14日 - 暮らしのデザイン自社サイトがプレオープン[9]。
- 2018年（平成30年）12月25日 - 自社で運営されていたサイト、並びに楽天市場にて運営されていたECサイトが共に閉店。
- 2021年（令和3年）3月1日 - プラス子会社のオフィスコムに事業を譲渡し、暮らしのデザインを運営。